# 华尔街英语
华尔街英语（英語：Wall Street English），是一家全球性的面向成人和企业客户的英语培训机构。由瑞士籍意大利人路易吉·佩切尼尼（Luigi Peccenini，中文名李文昊）于1972年创立于意大利，现总部设在香港。

## 概述
第一家华尔街英语培训学校1972年创办于意大利，并在接下来的两年在意大利全国开办了24个培训中心。1983年华尔街英语将其业务拓展到意大利以外的国家和地区，并与80年代末拓展到了整个欧洲。90年代初又陆续在墨西哥、智利、委内瑞拉开设了培训中心。90年代末期开始在中东地区开设英语培训中心，其在沙特阿拉伯开设的培训中心遵照宗教规范分为男性、女性培训中心，男女学员不能一起培训。之后又在亚洲的其他多家开设了多家培训中心并且取得了瞩目的市场成就。
1997年华尔街英语被Sylvan Learning Systems收购，并于2005年由全球私募股权投资公司凯雷集团收购。
2017年11月27日，培生集团（Pearson）宣布，以约3亿美元将其华尔街英语（WSE）业务出售给以霸菱亚洲投资基金（Baring Private Equity Asia）和中信资本（CITIC Capital）为首的基金财团。
华尔街英语目前已经在5大洲28个国家开设了培训中心，其中包括韩国、泰国、马来西亚、印度、越南、法国、意大利、西班牙、蒙古、突尼斯、瑞士、葡萄牙、哥伦比亚、克劳德、巴西、墨西哥、土耳其、以色列、沙地阿拉伯、俄罗斯、捷克、俄罗斯及安哥拉。
华尔街英语曾获得Education Investor Global Asia Summit 2019颁发的年度最佳教育平台奖，以肯定 其教学模式“Core Course”之教育水准，并赞扬其在亚洲地区提供优秀及创新教育的成就。

## 英语培训
华尔街英语着重英语口语培训以提高与使用英语交流的能力，通过电脑模拟情景对话、外教课、英语环境下的各种活动提高学员的英语水平。在使用阿拉伯语、西班牙语、葡萄牙语、汉语、韩语的国家受到欢迎。
华尔街英语曾委托著名市场调查机构YouGov访问了来自8个国家，4058位英语及非英语使用者的全球调查显示，超过半数英语使用者认为学习英语能带来25%的收入增长，并能显著提高工作及生活的快乐度。受访者指出，英语程度越高，他们的生活满意度便越高。调查亦显示，68%的进阶英语使用者对职业前景感到乐观，相比之下非英语使用者只有34%。另有超过三成英语使用者表示学习英语能帮助他们更容易找到理想的工作。

## 各地發展

### 中國大陸

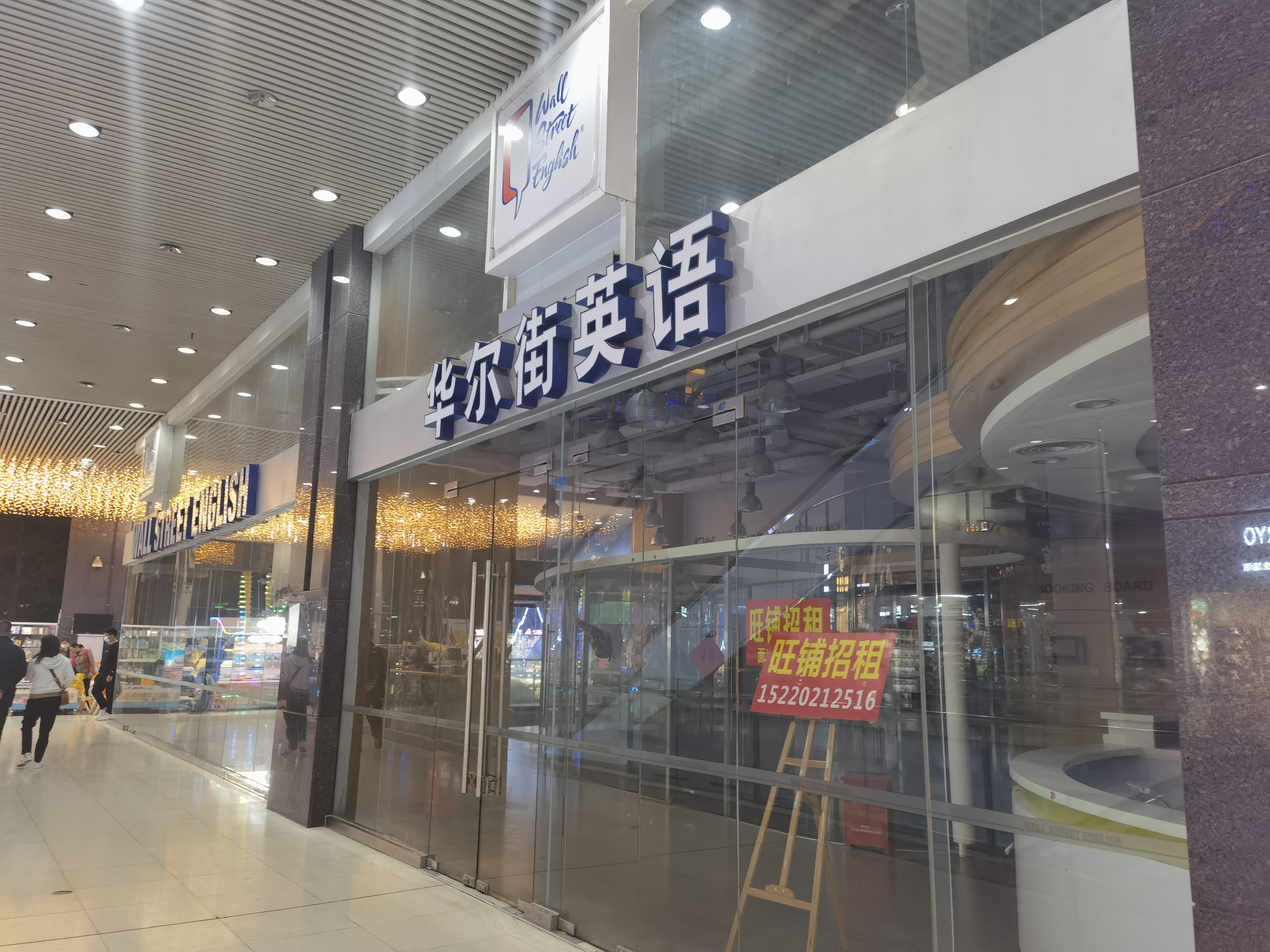
位于深圳南山的一家已倒闭的华尔街英语分校

华尔街英语在中国大陆英语补习市场與美联、英孚、韋博英语并称为“四巨头”，现已在中国大陆的北京、上海、天津、广州、杭州、深圳、青岛开设了56家培训中心。目前随着中国大陆市场的需求正准备在全国其他大中城市开设更多的培训中心。2021年中國祭出「雙減」政策後，對補教行業進行多重規管。華爾街英語傳出已經宣布破產，且關閉所有實體教室。

### 香港
2000年，Wall Street English(WSE) 於香港成立其第一所亚洲分校，选址湾仔。翌年，WSE香港分校将业务扩充至九龙及新界，於佐敦和荃湾设立分校。自2003起，WSE更於随後三年在港、九、新界各增设一所分校，新校舍分别位於鰂鱼涌、观塘、沙田。2006年，WSE将湾仔分校迁至铜锣湾。次年，鰂鱼涌分校与铜锣湾分校合并。2008年，佐敦分校搬迁至现时新址。时至今日，WSE 在香港拥7间分校，分别位於铜锣湾、佐敦、荃湾、观塘、沙田、元朗及将军澳。
其部分课程获香港政府持续进修基金CEF认可，学生可获最高HK$20,000资助。
WSE 香港分校曾邀得国际知名烹饪节目主持人Christian Yang到校内主讲，分享成功之道及掌握英语为他带来的工作机遇。WSE 香港分校亦曾与多位名人合作，包括Soler、河国荣、Louis Yan、欧铠淳、简淑儿等，宣扬全民学习英语。

### 臺灣

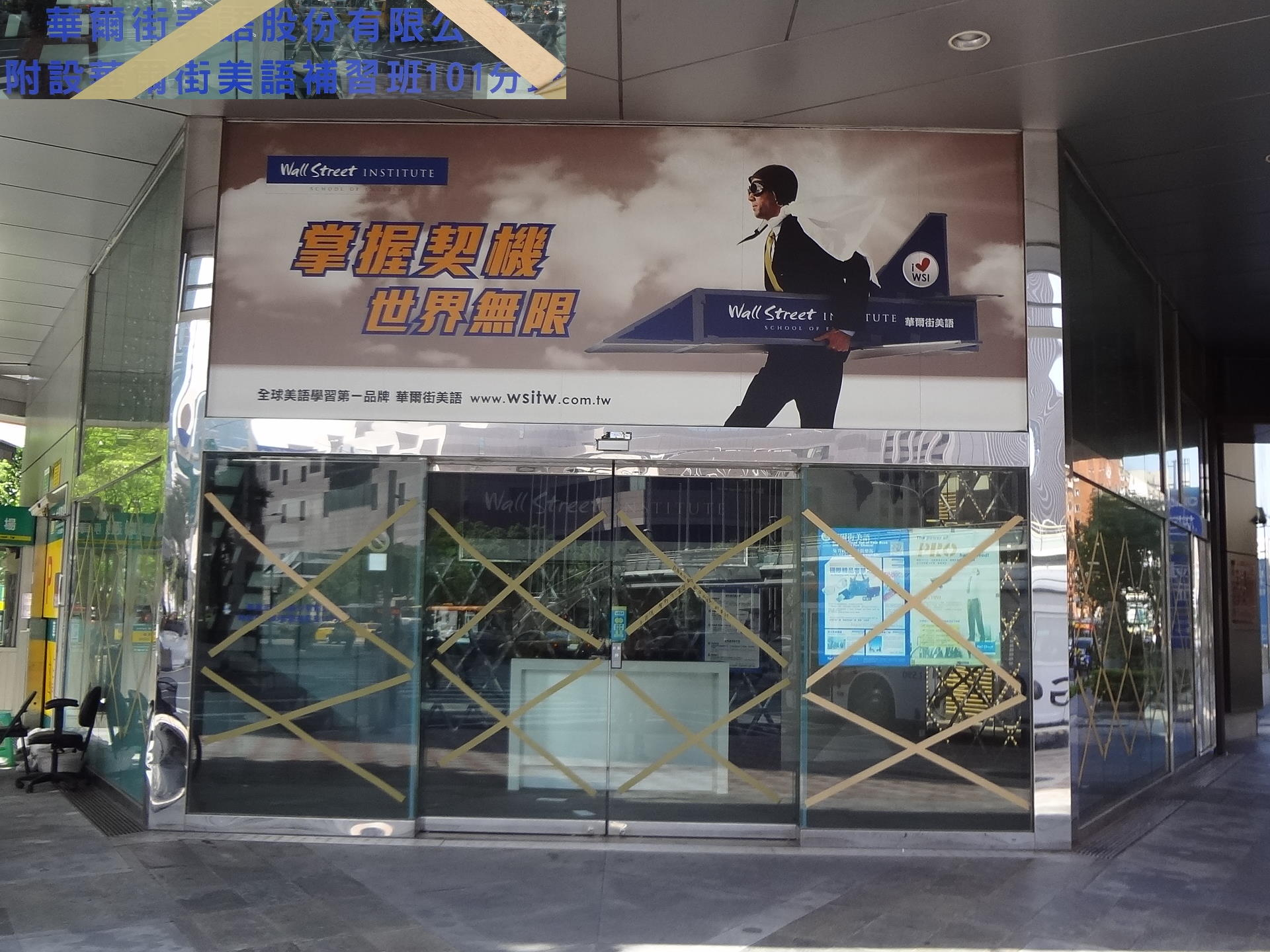
華爾街美語101分班

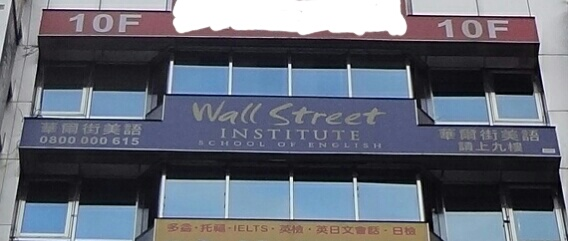
華爾街美語館前分班

2001年，WSE以「華爾街美語」為中文品牌進入臺灣市場。2012年8月7日，WSE臺灣各分班無預警歇業，當時WSE在臺北市信義區、臺北市中正區、新北市板橋區、新竹市及高雄市各設有1個分班；消基會祕書長陳智義批評，WSE臺灣總部明知經營困難，卻持續招生收費，涉及詐欺，行徑惡劣。

## 争议
关于华尔街英语虚假宣传、退款难、隐形放贷等问题，媒体时有爆出，网络上要求退款者众多，凸显出其管理不善等。